# Pál, Kata, Péter, jó reggelt!
A Pál, Kata, Péter, jó reggelt! egy francia népdal. Szövegét Szabó Miklós fordította magyarra A kis kakas címmel.
A dal akár négy szólamú kánonban is énekelhető.

## Felvételek
- Pál, Kata, Péter jó reggelt! Szotyola zenekar  YouTube (2018. május 15.)  (Hozzáférés: 2019. december 9.) (videó)
- Pál, Kata, Péter. Énekel: Zónai Szófia  YouTube (2015. június 16.)  (Hozzáférés: 2016. március 12.) (videó)
- Pál, Kata, Péter. YouTube (2012. szeptember 27.)  (Hozzáférés: 2016. március 12.) (videó) Ovitévé.
- Pál Kata Péter jó reggelt Hopp Juliska Aki nem lép. Fülemüle Zenekar  YouTube (2015. március 3.)  (Hozzáférés: 2016. március 12.) (videó) 0:58-ig.